# Kris Kross
Kris Kross var en Hip Hop-duo fra USA. De havde deres gennembrud med hittet "Jump" fra 1992. Duoen bestod af Chris "Mac Daddy" Kelly og Chris "Daddy Mac" Smith.

## Diskografi
- Totally Krossed Out (1992)
- Da bomb (1993)
- Young rich and dangerous (1995)

| Musikgruppe | Spire Denne artikel om en amerikansk musikgruppe er en spire som bør udbygges. Du er velkommen til at hjælpe Wikipedia ved at udvide den. |